# Френкель-Конрат, Хайнц Людвиг
Хайнц Людвиг Френкель-Конрад (нем. Heinz Ludwig Fraenkel-Conrat; 29 июля 1910 года, Бреслау, Германия — 10 апреля 1999 года, Окленд, Калифорния, США) — немецко-американский биохимик, труды которого способствовали выявлению взаимодополняющей роли структурных компонентов вирусов (ядра рибонуклеиновой кислоты и обволакивающей белковой оболочки).
Мать — Лили Конрат, отец — Людвиг Френкель, профессор, директор женской клиники при университете Бреслау.
Людвиг Френкель был выдающимся гинекологом и медицинским исследователем, который публиковал многочисленные труды на темы эндокринной системы, социальной гинекологии и сексологии в течение первых десятилетий XX века. Когда к власти пришли нацисты, его, как и многих других учёных еврейской национальности, уволили с работы.

## Биография
Сначала Френкель-Конрат изучал медицину в университете Бреслау (M. D., 1933). В том же году, спасаясь от нацизма, который набирал силы в гитлеровской Германии, он эмигрирует в Шотландию, г.Эдинбург, вступает в местный университета, где заинтересовывается биохимией.
В 1936 году получает степень доктор философии, после чего эмигрирует в Соединённые Штаты Америки, где начинает проходить процедуру натурализации.
В 1940 году Френкель-Конрат посещает свою родную сестру Майю в Бразилии, которая была замужем за биохимиком Карлом Слотта, пионером в изучении прогестерона, эстриола и медицинского использования яда. На то время Карл Слотта, тоже уроженец Бреслау, работал директором Института Бутантан в Сан-Паулу, Бразилия (1935—1948). В течение одного года Френкель-Конрат оставался в Институте Бутантан, проводя различные биохимические исследования.
В 1941 году возвращается и получает гражданство США.
В течение 10 лет работал на кафедре Западного регионального отделения научно-исследовательской Лаборатории сельского хозяйства.
В 1952 году перешел работать в Калифорнийский университет в Беркли.
В 1956 году Френкель-Конрат расщепил с помощью фенола предварительно очищенный препарат вируса табачной мозаики (ВТМ) на белковую часть вирусной частицы и на нити нуклеиновой кислоты. Хоть отдельно они не проявляют вирусной активности, однако после их повторного объединения инфекционная способность нуклеопротеида восстановилась. Френкель-Конрат назвал это явление «реконструкцией», то есть разборкой на составляющие и обратной сборкой частиц вируса. Он также доказал, что свойства определённого штамма вируса определяются исключительно нуклеиновой кислотой, что входят в состав этого штамма вируса.
В 1958 году — получил звание профессора в Калифорнийском университете.
В 1974 году — был избран членом Национальной академии наук США.
В 1981 году — завершив серию экспериментов над вирусом табачной мозаики, стал почетным профессором.
Френкель-Конрат разобрал вирус на неинфекционный белок и почти неинфекционный компонент нуклеиновых кислот, а потом, комбинируя эти компоненты, ему удалось воссоздать полностью инфекционный вирус. Исследования этой реакции восстановления привели к открытию того факта, что инфекционность вируса находится в том участке нуклеиновой кислоты вируса, который при отсутствии вирусного белка расщепляется РНК-расщепляющими ферментами, или нуклеазами.
Хайнц Френкель-Конрат обнаружил, что даже чистая нуклеиновая кислота вируса табачной мозаики может заразить растение, вызывая типичную картину заболевания. Для этого он заразил листья табака, применяя пасту с «чистой» РНК без белковой оболочки), чтобы показать, что РНК является ответственным за вирусную инфекционность. Более того, ему удалось искусственно создать вегетативные гибриды из вирусов, в которых белковый футляр принадлежал одному виду, а нуклеиновая кислота — другому. Генетическая информация «гибридов» всегда соответствовала тому вирусу, чья нуклеиновая кислота входила в состав гибрида. Б1Н1 (здоровый) → Б1Н2 (гибрид) → Б2Н2 (больной).
Вместе с Герхардом Шраммом и Альфредом Д. Герши он был солауреатом премии Альберта Ласкера за фундаментальные исследования в 1958 году и дважды — стипендиатом Гуггенхайма (1963, 1967).
В исследовании вирусологии он часто сотрудничал с женой Беатрис биохимика Б. Зингера.
В последние годы своей жизни Хайнц Френкель-Конрат принимал участие в исследованиях нейротоксинов змеиного яда и химического канцерогенеза.

## Избранные публикации
- Fraenkel-Conrat H., Singer B.: Virus reconstitution and the proof of the existence of genomic RNA. Philosophcal Transactions B of the Royal Society. 1999; 354(1383). doi:10.1098/rstb.1999.0409
- Fraenkel-Conrat H: Early days of protein chemistry. FASEB J. 1994;8(6):452-3. PMID 8168696.
- Fraenkel-Conrat H, Williams RC. Reconstitution of Active Tobacco Mosaic Virus from its Inactive Protein and Nucleic Acid Components. Proc Natl Acad Sci U S A. 1955;41(10):690-8. PMID 16589730.